# 陈西贝
陈西贝（1983年8月20日—），汉族，中国歌手、演员，2005年获得湖南卫视《超级女声》成都赛区第六名，全国30强，“2005年度超级女声终极PK”终极人气十强而出道至今。

## 主要经历
- 1983年 出生于四川省内江市一个工人家庭；
- 2001年 毕业于四川省内江市第七中学[1]，同年考入四川师范大学电影电视学院影视表演专业本科班（2005年毕业）；
- 2005年 参加湖南卫视《2005年超级女声》比赛最后成都赛区第六名，全国30强，“2005年度超级女声终极PK”终极人气十强[2]，并发行单曲《爱你所爱的》；
- 2006年 参加2005年超级女声全国十大城市巡回演唱会、湖南卫视春晚，并主演偶像剧《美丽分贝》[3]；
- 2007年 主演偶像剧中国版《那小子真帅》[4]；
- 2008年 参与电影《桃花运》、《一路有你》演出，舞台剧《两个人的法式晚餐》；
- 2009年 拍摄电视剧《江湖奇案》，电影《分身》；
- 2010年 拍摄电视剧《火烧云》，电影《烈火男儿之荣誉》；
- 2011年 主演电视剧《医者仁心》、电影《行走的青春》；
- 2012年 主演电视剧《多情江山》；
- 2013年 主演电影《百亿囧神》[5]。
- 2014年 在深圳卫视《男左女右》节目与大陆男演员白微公开恋情[6]。

## 音乐作品

### 单曲
未收录在其专辑里的单曲
| 发行年份   | 歌曲名稱                                   | 所屬專輯、备注                               |
| ---------- | ------------------------------------------ | -------------------------------------------- |
| 2005-08-31 | 《爱你所爱的》                             | 收录于2005超女人气十强《超级女声终极PK》合辑 |
| 2006-06-30 | 《现场直播》                               | 收录于《美丽分贝》原声大碟                   |
| 2006-06-30 | 《借你的耳朵说我爱你》                     | 收录于《美丽分贝》原声大碟                   |
| 2006-07-12 | 《真我新生代》（VS赵静怡、黄雅莉、李宇春） | 2006蒙牛酸酸乳广告主题曲                     |
| 2010-06-12 | 《美丽爱情》（VS张杰）                     | 电视剧《那小子真帅》片中曲                   |
| 2010-12-01 | 《昨日重来》                               | 电视剧《江湖绝恋》主题曲                     |

### MV
- 2007年 歌手肖飞《人见人爱》MV女主角

## 影视作品

### 电影
| 年份 | 名称               | 角色   | 备注 |
| ---- | ------------------ | ------ | ---- |
| 2008 | 《桃花运的》       | 小贝   |      |
| 2009 | 《一路有你》       | 小娟   |      |
| 2010 | 《分身》           | 何秋晓 |      |
| 2011 | 《烈火男儿之荣誉》 | 方芳   |      |
| 2012 | 《行走的青春》     | 经理   |      |
| 2013 | 《百亿囧神》       | 苗秀娟 |      |

### 电视剧
| 发行年份 | 名称           | 角色   | 备注 |
| -------- | -------------- | ------ | ---- |
| 2006     | 《美丽分贝》   | 凌雪乔 |      |
| 2007     | 《精武飞鸿》   | 客串   |      |
| 2008     | 《那小子真帅》 | 金晓光 |      |
| 2009     | 《医者仁心》   | 王小鱼 |      |
| 2010     | 《江湖奇案》   | 罗楚翘 |      |
| 2011     | 《火烧云》     | 马格列 |      |
| 2015     | 《多情江山》   | 贤妃   |      |

### 话剧
- 2005年 音乐剧《四海宁乡》
- 2008年 魔幻剧《TEXT·课本总动员》
- 2008年 话剧《两个人的法式晚餐》
- 2009年 舞台剧《两个人的法式晚餐》